# Louye
Louye település Franciaországban, Eure megyében. Lakosainak száma 215 fő (2022. január 1.). Louye Courdemanche, Marcilly-sur-Eure, Mesnil-sur-l’Estrée és Muzy községekkel határos.

## Népesség
A település népességének változása:
| Lakosok száma | 119  | 149  | 175  | 219  | 246  | 238  | 220  | 223  | 224  | 215  |
|               | 1968 | 1982 | 1990 | 2006 | 2013 | 2015 | 2017 | 2019 | 2020 | 2022 |